# Isola (album)
Isola – trzeci album szwedzkiego zespołu rockowego Kent.
Płyta miała swoją premierę 12 listopada 1997 r., natomiast 27 kwietnia 1998 r. pojawiła się anglojęzyczna wersja albumu. Na anglojęzycznej wersji płyty umieszczono dodatkowy utwór pt. Velvet. Isola to pierwsza płyta Kent wydana w języku angielskim.
Znaczenie słowa Isola, to wyspa.

## Lista utworów

### Szwedzka wersja
1. Livräddaren 4:36
2. Om du var här 3:59
3. Saker man ser 3:54
4. Oprofessionell 4:43
5. OWC 3:08
6. Celsius 4:15
7. Bianca 4:55
8. Innan allting tar slut 3:40
9. Elvis 4:33
10. Glider 4:04
11. 747 7:47

### Angielska wersja
1. Lifesavers (4:36)
2. If You Were Here (3:59)
3. Things She Said (3:54)
4. Unprofessional (4:43)
5. OWC (3:08)
6. Celsius (4:15)
7. Bianca (4:55)
8. Before It All Ends (3:40)
9. Elvis (4:33)
10. Velvet (4:03)
11. Glider (4:04)
12. 747 (7:47)